# Presidente Bernardes (Minas Gerais)
Pour les articles homonymes, voir Presidente Bernardes.
Presidente Bernardes est une municipalité brésilienne de l'État du Minas Gerais et la microrégion de Viçosa.